# Turid Birkeland
Turid Birkeland (født 5. november 1962 i Haugesund - død 24. december 2015 i Oslo) var en norsk politiker fra Arbeiderpartiet. Hun var kulturminister i Thorbjørn Jaglands regering fra 25. oktober 1996 til 17. oktober 1997. Hun var også forfatter, og hun har været kulturchef og Tv-vært i NRK.
Turid Birkeland fik sin videregående uddannelse ved Bjerke videregående skole i Oslo, og har ex.phil som højeste universitetsgrad.
Birkeland er tidligere leder af AUF (1989-1992) og leder for Ja-aksjonen for norsk EU medlemskab i 1994. I 1996 blev hun hentet af Jagland til at være Åse Klevelands efterfølger som kulturminister. I den position sad Birkeland i et år. I perioden 1986 til 1989 var hun fast mødende supleant i Stortinget. Hun har også arbejdet for Norges LOs kontor i Bruxelles.
Turid Birkeland har været kulturchef i NRK. Hun var vært på programmet "Silikonfri sone" på TVNorge, og har også været vært på TV+ (1995).